# Орден Святого Фернандо

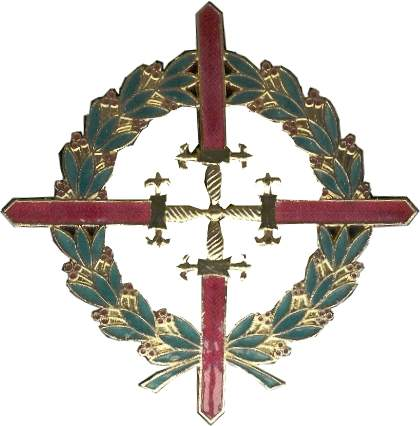
Лауреатський хрест Святого Фернандо.

Королівський та військовий орден Святого Фернандо, широко відомий як Лауреатський хрест Святого Фернандо, є найпрестижнішою військовою нагородою Королівства Іспанія. Останній живий лауреат, нагороджений в індивідуальному порядку, помер 9 листопада 2007 року, після чого було дозволено включення до ордену індивідуальних військових медалей.

## Історія
Лауреатський хрест Святого Фернандо був заснований указом № LXXXVIII від 31 серпня 1811 року в Кадіських кортесах і затверджений королівським указом Фернандо VII від 10 липня 1815 року. Його назва походить від імені короля Фернандо III Кастильського. Вручення Лауреатського хреста передбачає вступ до Королівського та військового ордену Святого Фернандо, першого іспанського військового ордену.
Королівським указом 899/2001 було опубліковано новий статут, який, адаптуючи його регулювання до чинного законодавства, сприяє відродженню та оновленню Королівського та військового ордену Святого Фернандо.

## Призначення
Його метою є «вшанування визнаної героїчної доблесті та видатних чеснот, які з самовідданістю спонукають до здійснення виняткових або надзвичайних дій, індивідуальних чи колективних, завжди на службі та на благо Іспанії».
Це найвища військова нагорода Іспанії, метою якої є нагородження за «героїчну доблесть». Вона нагороджує за військові подвиги або заслуги, індивідуальні чи колективні, з неминучим ризиком для життя та завжди на службі та на благо Батьківщини або миру та безпеки міжнародної спільноти. Дії, за які нагороджується «Лауреатський хрест», повинні бути здійснені під час збройних конфліктів або військових операцій, що вимагають застосування збройної сили.
Її можуть отримати члени Збройних сил Іспанії, Цивільної гвардії (під час виконання військових завдань) та цивільні особи, які служать у складі організованих військових сил.
Її назва походить від імені короля Фернандо III Кастильського. Її престиж і статус підтверджуються суворими вимогами, необхідними для початку процедури нагородження, та суворим процесом, який вона передбачає.
Сувереном ордену Святого Фернандо є король Іспанії, який головує на дворічному засіданні, що відбувається в Королівському монастирі Ескоріал. Його представником в ордені є Великий магістр, який керує ним за допомогою Магістрату.

## Категорії
Категорії, що входять до складу цього ордену, є такими:
- Великий лауреатський хрест: зарезервований для генеральних офіцерів армій. Являє собою хрест, утворений чотирма золотими мечами, з'єднаними руків'ями, накладений на лавровий вінок. Шовковий перев'яз червоного кольору з помаранчевою облямівкою, з кінців якої звисає медальйон з написом «За героїчну доблесть» на лицьовій стороні та цифрою «1811» на зворотній стороні.
- Індивідуальний лауреатський хрест: для решти персоналу, військового чи цивільного. Як і попередній, але мечі червоного кольору і без стрічки.
- Колективний лауреатський хрест, який може бути вручений підрозділам або органам Збройних сил або Цивільної гвардії, і чиї знаки розрізнення є такими:
  - Для персоналу: вишитий лавровий вінок на манжеті уніформи.
  - Для центрів та органів: краватка, прапор або табличка.
- Індивідуальна військова медаль. Медаль являє собою коло, в центрі якого зображено сонце, що сходить з-за моря, і жінка, що стоїть, яка символізує Іспанію, що пропонує лавровий вінок і тримає щит з лев'ячою головою.
- Колективна військова медаль. Медаль являє собою коло, в центрі якого зображено сонце, що сходить з-за моря, і жінка, що стоїть, яка символізує Іспанію, що пропонує лавровий вінок і тримає щит з лев'ячою головою.

Згідно зі статутом, володар будь-якої з цих нагород має право на звання, що на ступінь вище за те, яке йому належить відповідно до його військового звання, посади або особливих умов. Це звання має бути зазначено у всіх офіційних документах, що видаються йому, з додаванням перед ним звання: «Лицар (або Дама) (Великий) Лауреатський хрест», в абревіатурі: «Л.(або Д.)(В.)Л.Х.».

## Вимоги до нагородження
Королівський та військовий орден Святого Фернандо у своєму статуті детально визначає заслуги, необхідні для нагородження. Серед них, для Лауреатського хреста, крім героїчної доблесті, такі:
- Дія, вчинок або заслуга передбачає виняткове перевищення обов'язку, що передбачає значні жертви та ризики, включаючи втрату власного життя.
- Дія, вчинок або заслуга не мотивовані виключно прагненням врятувати життя або неналежним і надмірним честолюбством, яке може призвести зацікавлену особу або її підлеглі сили до непотрібного або надмірного ризику.
- Вжито необхідних заходів для отримання максимальної віддачі від дії з мінімальною кількістю втрат, навіть у тому випадку, коли, виконуючи накази або через тактичні обставини, навмисно йдуть на власну жертву або жертву своїх сил, якщо вони командують, і з мінімальними матеріальльні збитки.

- Вчинок відбувається в критичні та складні моменти, обставини, які визначаються подіями бою або тому, що дія здійснюється, коли зацікавлена особа та її війська або сили перебувають у явному становищі нижчому, ніж у ворога. Ця нижчість оцінюється з точки зору сил або озброєння, позиції на місцевості та оборони, постачання, фізичного стану, отриманих поранень, низького морального духу у власних військах або нещодавніх невдач, які спричинили значні втрати. Герб Вальядолід

Герб Вальядолід

- Героїчний вчинок спричиняє надзвичайні сприятливі зміни та значні тактичні переваги для власних сил.

При оцінці вчинку заслугою, що заслуговує на увагу, є те, що автор вчинку добровільно зголосився його виконати, передбачаючи надзвичайні труднощі та великі ризики, пов'язані з його виконанням.
Також на цю нагороду заслуговує, не відповідаючи попереднім умовам, той, хто здійснив настільки видатний героїчний вчинок, що його зразковість є потужним стимулом і впливає на підвищення та зміцнення морального духу в арміях.
Військова медаль нагороджує не за героїчну доблесть, а за видатну, за наявності подібних обставин, зазначених вище для Лауреатського хреста.

## Нагороджені хрестом
Якщо вручення Лауреатського хреста є винятковим, оскільки воно зарезервоване для виняткової доблесті, вручення другого з них в особистому порядку є рідкістю, настільки, що є лише вісім військових, нагороджених двома Лауреатськими хрестами: Родольфо Ласаро Посо, Ісідоро Чакон Манріке де Лара і Вілласепеллін —IX маркіз де Неварес—, фельдмаршал Луїс Хосе Рентеро Соріано; генерали Хосе Санхурхо, Мігель Прімо де Рівера та Хосе Енріке Варела; капітани Мігель Родрігес Бесканса та Пабло Арредондо Акунья, хоча ці двоє останніх отримали другий Лауреатський хрест посмертно, та лейтенант військово-морського флоту Хоакін Фустер-і-Дезкаллар.
Місто Вальядолід та село Бельчіте є єдиними населеними пунктами, нагородженими цим військовим знаком у 1939 році після Громадянської війни в Іспанії. Також цією відзнакою нагороджено Форальну спільноту Наварра, хоча вона не носить цей Лауреатський хрест на своєму гербі за рішенням її установ.

## Позбавлення відзнак
Особа, нагороджена будь-якою з категорій, яка була засуджена за скоєння умисного злочину або публічно та явно вчинила дії, що суперечать причинам, що визначають нагородження відзнакою, може, на підставі провадження, розпочатого за службовою необхідністю або за мотивованою скаргою, та за участю прокурора Королівського ордену, бути позбавлена звання, що відповідає наданій відзнаці, рішення, яке належить тому, хто її надав.

## Зовнішні посилання
- Офіційний веб-сайт про Лауреатський хрест Святого Фернандо
- Королівський та військовий орден Святого Фернандо на веб-сайті «Військові колекції».